# Hlapčevići
Hlapčevići (en cyrillique : Хлапчевићи) est un village de Bosnie-Herzégovine. Il est situé dans la municipalité de Visoko, dans le canton de Zenica-Doboj et dans la fédération de Bosnie-et-Herzégovine. Selon les premiers résultats du recensement bosnien de 2013, il compte 763 habitants.

## Démographie

### Évolution historique de la population dans la localité
| 1948 | 1953 | 1961 | 1971 | 1981 | 1991 | 2013 |
| ---- | ---- | ---- | ---- | ---- | ---- | ---- |
| -    | -    | 404  | 483  | 475  | 653  | 763  |

|  |